# Голямото преследване
„Голямото преследване“ е българска версия на телевизионната игра The Chase, чийто първи сезон стартира на 5 септември 2022 година. Водещ е Ники Кънчев.

## Сезони
| Сезон | ТВ канал | Водещ       | Епизоди | Период на излъчване                 |
| ----- | -------- | ----------- | ------- | ----------------------------------- |
| 1     | Нова ТВ  | Ники Кънчев | 84      | 5 септември 2022 – 30 декември 2022 |
| 2     | Нова ТВ  | Ники Кънчев | 62      | 6 февруари 2023 – 2 май 2023        |

## Формат
Във всеки епизод четирима участници се изправят срещу един от петимата  преследвачи.
В първия кръг всеки един от участниците в рамките на 60 секунди отговаря индивидуално на въпроси на водещия. Всеки верен отговор носи печалба от 500 лева. Парите, които могат да бъдат спечелени, нямат таван.
Във втория кръг всеки един от участниците самостоятелно се изправя срещу преследвача, борейки се да запази сумата, която е спечелил в първи кръг. Участникът трябва да отговори правилно на достатъчен брой въпроси, за да успее да банкира сумата и да продължи към трети кръг. Нужната бройка въпроси до достигането на полето банкиране се определя от самия участник по следния начин: преследвачът му дава избор – да играе за сумата, спечелена от него по време на първия кръг; да играе за по-ниска сума или да играе за по-висока сума. Ако участникът избере по-ниската сума въпросите до достигане на полето банкиране се намаляват, като същевременно разстоянието между него и преследвачът се увеличава, а ако избере по-високата сума, въпросите се увеличават, а разстоянието до преследвача се скъсява.
Когато водещият зададе въпрос, участниците и преследвачите не са ограничени с време, но който от двамата маркира първи отговор от трите възможни опции, задължава другия да отговори също в рамките на до 5 секунди. Ако участник отговори правилно, той се приближава с едно поле до банкирането. Ако участник отговори грешно, той не изгаря, ако преследвачът не го е догонил, но не се премества по-близо до полето банкиране. Ако преследвачът е отговорил правилно, той се приближава с едно поле напред, скъсявайки разстоянието до участника Ако преследвачът е отговорил грешно, той не се премества с едно поле по-близо до участника.
Ако участникът успее да стигне полето банкиране, преди преследвачът да го е догонил, преминава в трети кръг. Ако преследвачът догони участника, спечелената до момента сума изгаря и той напуска предаването.
В третия кръг преминалите успешно през предходния рунд участници (възможно е да е останал и само един участник) отговарят отборно на въпросите на водещия. На колкото повече въпроси отговорят правилно в рамките на 120 секунди, на толкова повече стъпки се отдалечават от преследвача. Отборът започва с преднина от толкова стъпки, колкото са участниците в него. След техните 2 минути, преследвачът има на разположение същото време. Ако преследвачът успее за 120 секунди да отговори правилно на равен брой въпроси, колкото и участниците, те губят. Ако по време на своите 2 минути той сбърка на някой от въпросите, участниците имат право да отговорят на него и така да си спечелят допълнително отдалечаване с една стъпка.
Ако преследвачът не успее да ги догони, участниците си поделят поравно банкираните от всички тях суми по време на втори кръг.

## Преследвачите
- Миглена Драганова („Дама Пика“) (1-2) – преводач, първата жена, печелила предаването на Българската национална телевизия „Последният печели“.
- Любомир Братоев („Мъдрецът“) (1-2) – протодякон на Българската православна църква, на два пъти достига последния въпрос в „Стани богат“.[5]
- Пламен Младенов („Професорът“) (1-2) – председател на Националния куиз отбор, имал е най-висок резултат в предаването на БНТ „Спортисимо“ за 2018 година. Признат за най-силен участник в историята на Минута е много.[6]
- Мартин Иванов („Черният рицар“) (1-2) – спортен журналист, с 18 победи в „Последният печели“, многократен победител в „Минута е много“.[7]

- Радостина Цветанова („Белла Донна“) (2) – учител, участва в играта в предишния сезон в ролята на състезател.[8]